# Jan IV van Hoogstraten
Jan IV van Hoogstraten (1360 - 1442) was heer van Hoogstraten van 1382 tot aan zijn dood in 1442. 
Hij is bekend onder de naam Jan IV van Cuijk in het land van Hoogstraten en als Jan V van Cuijk in Asten. Hij heeft nooit aanspraak gemaakt op de heerlijkheid Cuijk en heeft daar dan ook geen volgnummer. De verschillende volgnummers slaan op de heerlijkheid Hoogstraten (IV) en op Asten (V),  wat voor de nodige verwarring zorgt. Sinds de eeuwwisseling wordt de naam Jan IV van Hoogstraten meer gebruikt door de publicatie van "De ene Cuyck is de andere niet" van schrijvers Horst van Cuyck en Véronique Lambert. Zij maken een duidelijk onderscheid tussen acht verschillende heren Jan van Cuijk.
Jan IV was de zoon van Hendrik van Cuijk en van Gertrudis Couterel. Hij huwde in 1387 met Mechteld van Borssele (ca.1365-1402). Ze kregen een dochter Jutta van Hoogstraten. Deze werd abdis van het Sint-Agnesklooster in Zaltbommel. In 1420 huwde Jan IV met Johanna van der Leck-Polanen, dochter van Hendrik van de Leck.
Bij de dood van zijn vader verkreeg hij in 1371 Rijkevorsel, Brecht en Zundert. In 1382 kon hij vlak voor de dood van zijn neef Jan V van Cuijk Hoogstraten kopen. 

## Beschermheer van de Sint-Jorisgilde van Wortel
Op 8 juni 1389 verleende de heer van Hoogstraten voorrechten aan de voetboogschutters uit dank voor bewezen diensten. De Sint-Jorisgilde van Wortel bestaat nog steeds en staat onder bescherming van Carl Philipp van Salm-Salm, in titel de huidige heer van Hoogstraten. 

## Verkoop lenen Rijkevorsel en Hoogstraten
In 1402 staat hij de korentienden van Brecht af aan de priorij van Corsendonk. 
Door schulden werd in 1425 Jan IV verplicht om Rijkevorsel en Wortel te verkopen aan Niklaas van der Elst. 
In 1428 verkocht hij Hoogstraten aan zijn neef Frank van Borssele. Hij mocht wel op het kasteel blijven wonen tot aan zijn dood in 1442.

## Graf
Hij is begraven in de abdij van Corsendonk. Zijn graftekst, opgetekend rond 1675:
Hier leet begraven heer Jan van Cuyck Ridder / heer van Hoochstraeten / die fundeerden die Borcht tot Gelmel / ende het beginsel vande Canonieken van Hoochstraten / ende sterf den 15. Juny anno M.CCCC.xvi.
Een tweede transcriptie luidt:
Hier leghet begraven h. Johan van Kuyc Riddere heere van Hoechstrate die de borch tot Gelmen heef doen maeken / fond.... den beginsel der canokien van Hoechstraten die starf int jaer ons heeren dusent cccc. ende xlij. xv daghe in Junio.

## Nalatenschap
- 1382: Gemeenschapshuis het Convent in het begijnhof, geschonken door zijn nicht Catharina van Kuik, dochter van oom Wenemar van Cuijk (1330-1390)[7]
- Oorkonde uit 1405: Verpachting van de nog bestaande Laermolen als oliemolen[8]
- Uitbouw van het kasteel van Hoogstraten tot burcht[9]
- 1420 tot 1421: bouw van de Sint-Luciakapel in Meersel-Dreef[10]
- 1425 tot 1429: bouw van de kerk van Wortel met steun van Jan IV[11]
- Uitbouw van de hoofdstraat, nu Vrijheid geheten, tot marktplaats

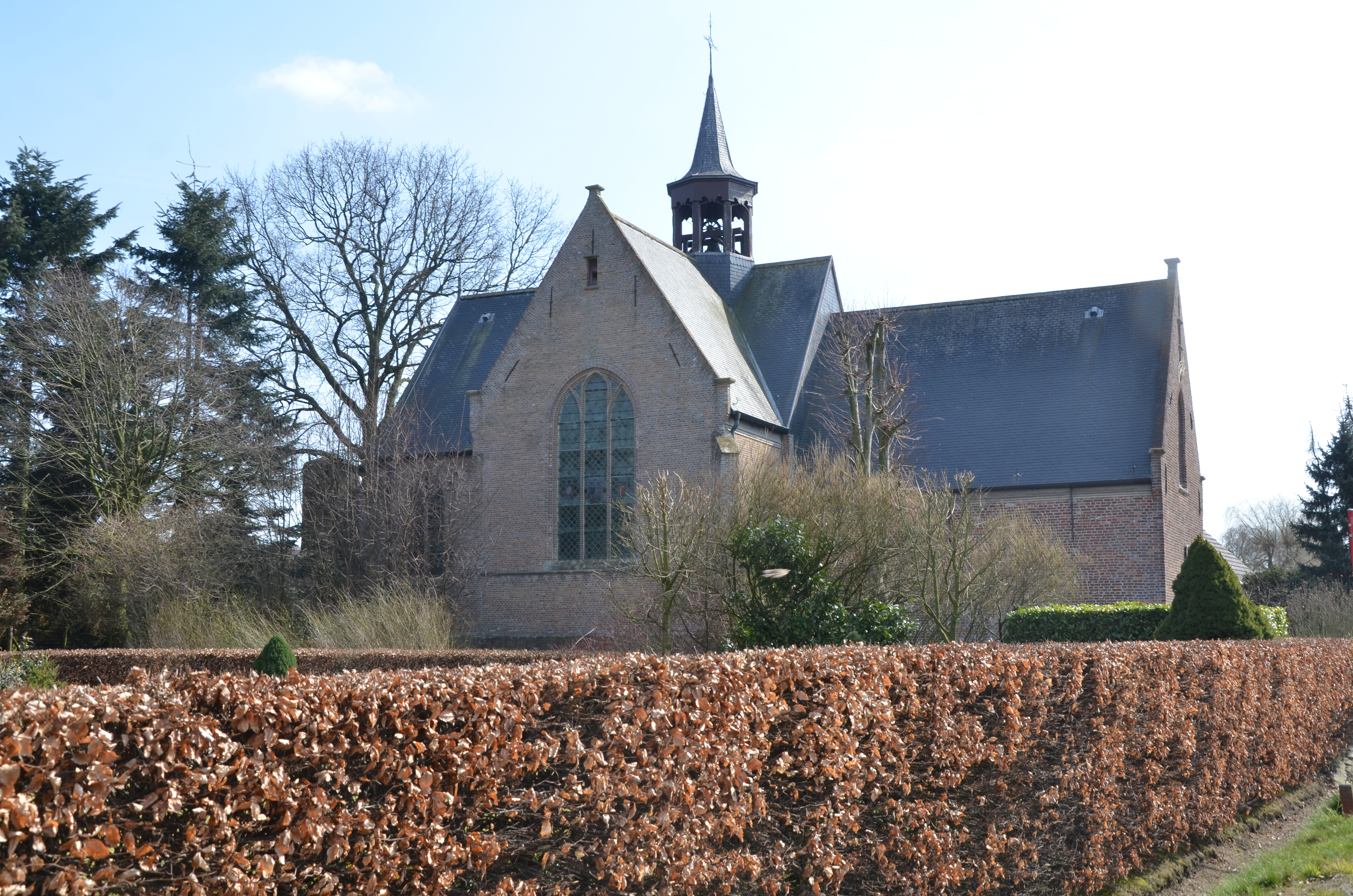
Sint-Luciakapel Meersel-Dreef
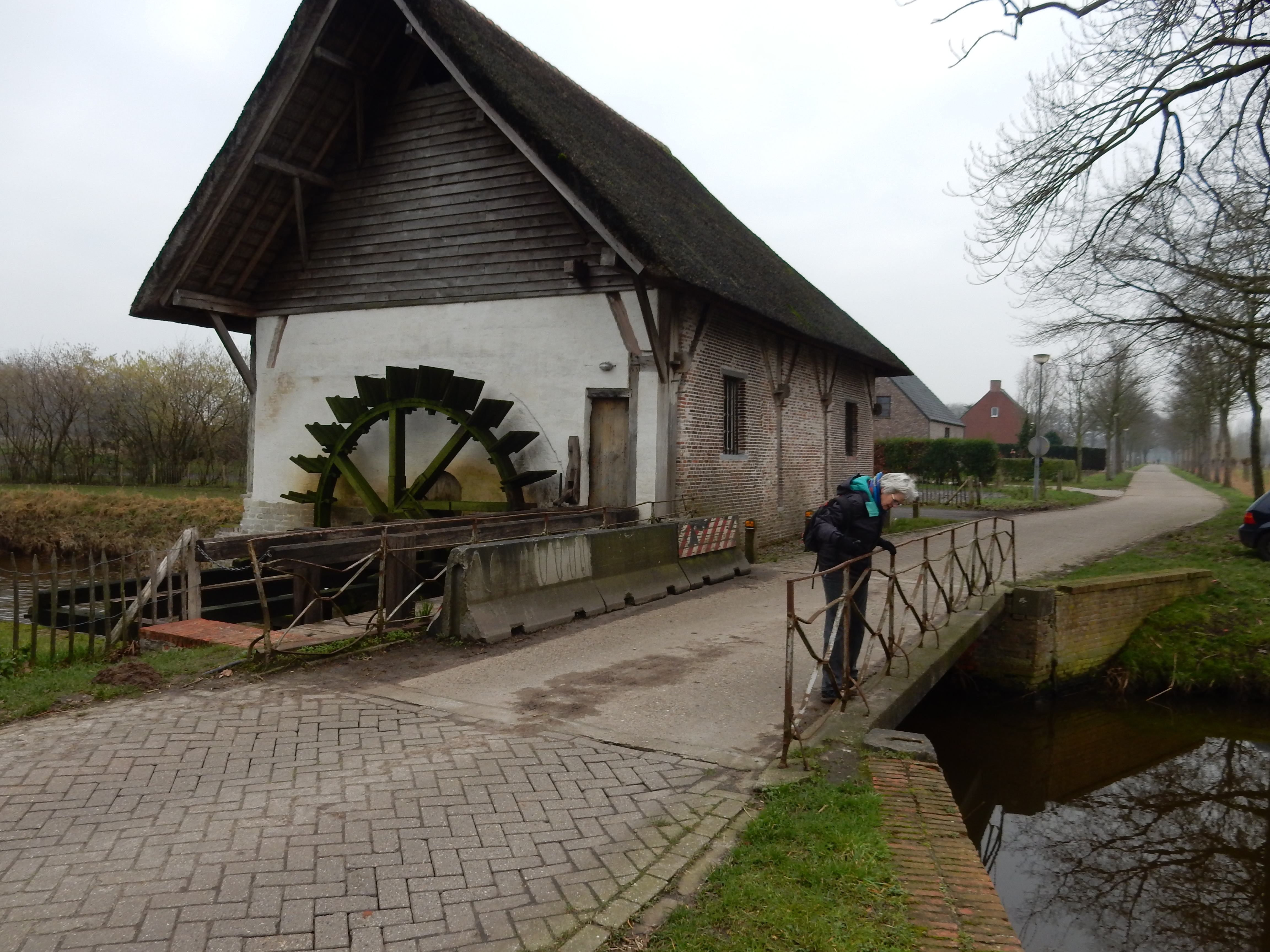
De Laermolen in Hoogstraten
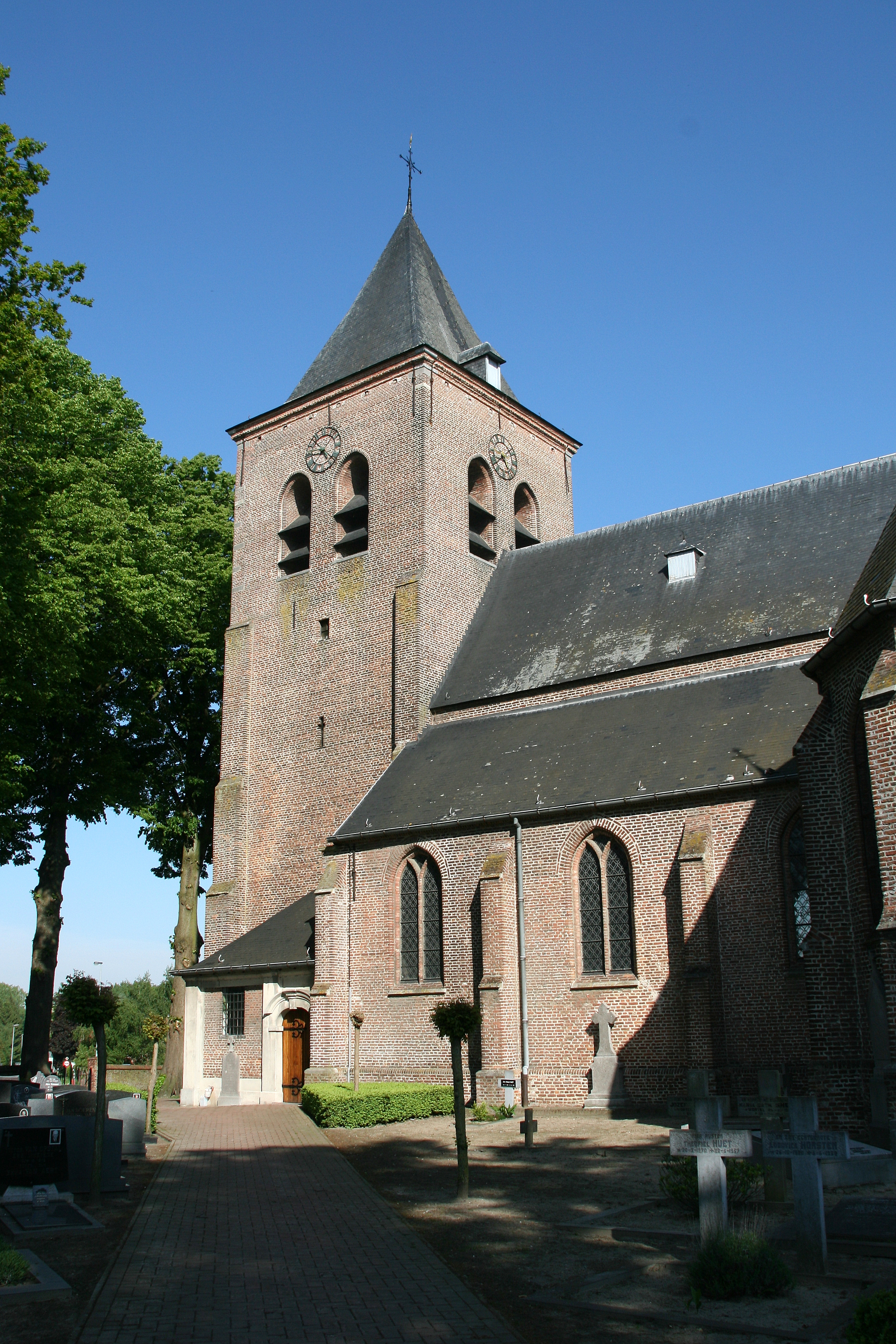
De kerk van Wortel